# Gentiana setulifolia
Gentiana setulifolia är en gentianaväxtart som beskrevs av Marquand. Gentiana setulifolia ingår i släktet gentianor, och familjen gentianaväxter. Inga underarter finns listade i Catalogue of Life.